# Ana Majhenić
Ana Majhenić (Zagreb, 16. lipnja 1981.) je hrvatska kazališna, televizijska i filmska glumica.

## Filmografija

### Televizijske uloge
- "Zlatni dvori" kao Eva (2017.)
- "Crno-bijeli svijet" kao učiteljica (2015.)
- "Kud puklo da puklo" kao Dragica (2015.)
- "Zakon ljubavi" kao Olga Bakić (u mladim danima) (2008.)
- "Ne daj se, Nina" kao Ivanka (2007.)
- "Obični ljudi" kao Matija Kincl Dragan (2006. – 2007.)

### Filmske uloge
- "Pola stoljeća disca" kao naratorica dokumentarca (2015.)
- "Ja sam svoj život posložila" (kratki film) (2011.)
- "7 seX 7" kao Ona (2011.)
- "Neke druge priče" kao gost na partiju (2010.)
- "Kanjon opasnih igara" kao Ketty Keller (1998.)

## Vanjske poveznice
- Ana Majhenić u internetskoj bazi filmova IMDb-u (engl.)
- Stranica na Mala-scena.hr  Arhivirana inačica izvorne stranice od 31. kolovoza 2010. (Wayback Machine)